# Ракитов, Анатолий Ильич
Анато́лий Ильи́ч Раки́тов (26 августа 1928, Москва, СССР — 5 мая 2019, там же) — советский и российский философ, специалист по логике, методологии, философии науки и техники, исторической эпистемологии, информатизации общества. Доктор философских наук, профессор, заслуженный деятель науки РФ, главный редактор журнала «Проблемы информатизации», автор более 300 опубликованных научных работ.
Действительный член общественной организации Академия естественных наук, вице-президент гуманитарного отделения общественной организации Международная академия информатизации, член Международной ассоциации системного менеджмента.
Создатель и научный руководитель Центра информатизации, социально-технологических исследований и науковедческого анализа (ИСТИНА).

## Биография
Родился 26 августа 1928 года в Москве. Несмотря на тяжёлую болезнь и инвалидность, окончил философский, позже исторический и механико-математический факультеты МГУ.
Окончил аспирантуру МИНХ. Кандидатская диссертация (1956), докторская диссертация — «Логический анализ систем научного знания» (1966).
С 1971 года — профессор МИНХ, заведующий отделом философских наук ИНИОН АН СССР.
Являлся главным редактором реферативного журнала «Философия и социология (за рубежом)» и «ФН в СССР», с 1993 года — главный редактор журнала «Проблемы информатизации».
Женат, имеет троих детей.

## Общественная и административная деятельность
С 1990 года — член консультативного совета при председателе Верховного совета Б. Н. Ельцине.
С 1991 года — советник Президента России по проблемам информатизации и научно-технологической политики.
В 1992—1996 годы — руководитель информационно-аналитического центра Администрации Президента РФ и советник руководителя Администрации Президента РФ.
Созданный в 1991 году Ракитовым Центр информатизации, социально-технологических исследований и науковедческого анализа (Центр ИСТИНА) являлся (до 2006) аккредитованным государственным учреждением в статусе научно-исследовательского института Государственного комитета Российской Федерации по науке и технологиям и Министерства общего и профессионального образования Российской Федерации.
В организации исследований Центр ИСТИНА сочетает использование собственных научных кадров с привлечением ведущих специалистов РАН, отраслевых учреждений и вузов Москвы.
Центр осуществляет совместные проекты со средствами массовой информации, научными и учебными организациями.
В структуру центра входят администрация, два научных отделения и группы технической поддержки.

## Научная деятельность
Основные научные работы Ракитова имеют отношение к исследованиям в области логики, методологии и философии науки.
Особое внимание он уделяет различным вопросам и проблемам информатизации научной и общественной жизни.
Ракитов ввёл в научный оборот термин «философия компьютерной революции» и разработал концепцию «информационной эпистемологии», в которой знания исследуются с позиции переработки и преобразования кодифицированной информации.
В 1989 году в соавторстве с психиатром, основоположником отечественной школы психонейроэндокринологии, доктором медицинских наук, профессором Ароном Исааковичем Белкиным, Ракитов опубликовал статью «Гормоны в информационной структуре человека: концепция и гипотезы», в которой была предпринята очень смелая попытка описания процессов нейроэндокринной регуляции человеческого организма с помощью концепций теории информации и рассмотрения гормонов (в первую очередь — нейропептидных) в качестве связанных с различными аспектами психической деятельности человека детерминант, несущих определённый код, наряду с тремя другими известными из литературы кодами (нейродинамическим, бихевиорально-экспрессивным и речевым), связанными с психикой человека.
С 1986 года главный научный сотрудник ИНИОН РАН, член редколлегии реферативного журнала «Науковедение», член экспертно-редакционной коллегия «Интеграция образования», ответственный редактор ежегодник «Науковедческие исследования» .
Автор 15 монографий и учебников, переведенных на 14 иностранных языков.

## Избранные публикации
- Анатомия научного знания (популярное введение в методологию науки). М., 1969;
- Курс лекций по логике науки. Уч. пос. для философских факультетов. М., 1971;
- Принципы научного мышления. М., 1975;
- Трактат о научном познании для умов молодых, пытливых и критических. М., 1977;
- Философские проблемы науки. Системный подход. М., 1977;
- Историческое познание. Системно-гносеологический подход. М., 1982;
- О смысле философских проблем физики // ВФ. 1983. № 6;
- Философия. Основные идеи и принципы. [В соавт.]. М., 1985;
- Диалектика процесса понимания (Истоки проблемы и операциональная структура понимания) // ВФ. 1985. № 12;
- Марксистско-ленинская философия. Учебник. М., 1985;
- Философия компьютерной революции. [В соавт.] // ВФ. 1986. № 11;
- Информационная технология и информатизация современного общества. М., 1989;
- Философия компьютерной революции. М., 1991;
- Цивилизация, культура, технология и рынок // ВФ. 1992. № 5;
- Новый подход к взаимосвязи истории, информации и культуры: пример России // ВФ. 1994. № 4;
- Путь России: понять и жить. Социально-философские этюды. [В соавт.]. М., 1995;
- Россия: наука и государство // Россия и современный мир. 1996. № 1;
- Электронный факультет — революция в университетском образовании // Проблемы информатизации. 1996. № 2;
- Наука в эпоху глобальных трансформаций // Свободная мысль. 1997. № 5, 7;
- Роль науки в устойчивом развитии общества // Вестник РАН. 1997. № 12;
- Прогноз развития науки и технологии в России на период до 2025 г. // Вестник РАН. 1998. № 8;
- Информация, наука, технология в глобальных исторических изменениях. М., 1998;
- Заглядывая в будущее // Наука и жизнь. 1998. № 12.
- Науковедческие исследования: Сб. науч. тр. / Отв. ред. Ракитов А. И.; РАН. ИНИОН. Центр науч.-информ. исслед. по науке, образованию и технологиям; Центр информатизации, социально-технол. исслед. и науковед, анализа. — М., 2006. — 332 с. ISBN 5-248-00257-5